# Club (Zigarettenmarke)

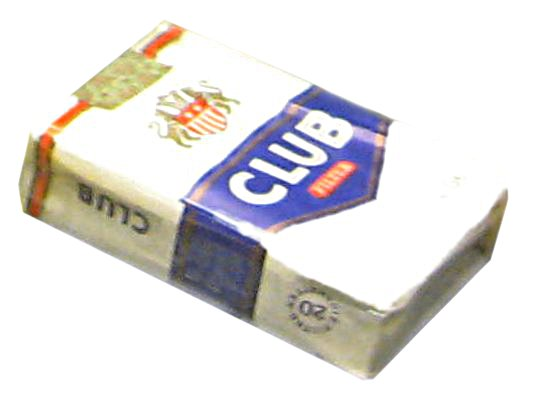
Club-Zigaretten aus DDR-Produktion

Club – Eigenschreibweise: CLUB – war eine deutsche Zigarettenmarke, die vor dem Zweiten Weltkrieg im Garbáty-Werk in Berlin-Pankow und bis 1990 in der DDR an der alten Produktionsstätte hergestellt wurde. Sie gehörte zuletzt zum Konzern JT International.
Der Absatzmarkt umfasste vornehmlich das Beitrittsgebiet von 1990. Zur DDR-Zeit kam der Tabak aus dem westlichen Ausland und die Club lag mit einem Packungspreis von 4 Mark (bei 20 Zigaretten pro Packung) oberhalb der meisten anderen Filterzigaretten, die in der Spanne von 2,50 bis 3,20 Mark pro Packung gehandelt wurden.
Mittlerweile wurde die Produktion eingestellt, und die Club-Zigarette ist nicht mehr erhältlich.